# ラッコのいきいき週末
ラッコのいきいき週末は、KBSワールドラジオの日本語放送で過去に放送されていた番組である。

## 概要
毎週土曜日(最終週を除く)に放送されていた。メインパーソナリティは金孝宣（キム・ヒョソン）。番組名の「ラッコ」は同パーソナリティのニックネームにちなんでいる。内容は複数のコーナーや、リスナーからのリクエストによる音楽が中心。

## 放送していたコーナー
- ソウルナビゲーター

　日韓間の交流に携わる人や、韓国に関わりのある日本人との電話インタビュー。
- おうちでできる韓国料理

　料理研究家の玉川亜紀による韓国料理のレシピの紹介。
- BCL情報(第一週のみ)

　山田耕嗣によるBCL情報の提供。ラジオ番組で唯一の日本語によるBCL情報コーナーである。情報の訂正が第二週の放送で告知されることがある。
- 韓国これが最初

　韓国で初めて始まった出来事などを紹介する(第一週はBCL情報のため休止)。

## 終了したコーナー
- BRAVO! BRAVO!
- Radio Go!Go!
- まゆみのなんでもベスト5
- 耳をすませば

## 備考
2007年1月6日の放送において、番組の休止が伝えられた。これはパーソナリティである金孝宣が、日本語班チーフ（当時）の金恵英の代理を務めることになったため。ちなみに13日からは「たとえば…こんなラジオ」(本来は最終週のみの放送)が毎週放送されるようになる。金恵英復帰後の2007年8月以降も番組は再開されなかった。